# Vol Armavia 967
Le vol Armavia 967 est un vol international régulier, effectué par un Airbus A320 de la compagnie aérienne arménienne Armavia, qui s'est écrasé en mer Noire le 3 mai 2006, à 2 h 15 heures locales (22h15 UTC - 00h15 heures de Paris), alors qu'il tentait une remise de gaz après sa première approche vers l'aéroport international de Sotchi. 
L'appareil transportait alors 105 passagers, dont six enfants, et huit membres d'équipage entre la capitale arménienne, Erevan, et Sotchi, station balnéaire russe proche de la frontière géorgienne, très fréquentée par les arméniens et les russes.
Il n'y a aucun survivant parmi les 113 personnes présentes à bord de l'appareil. Il s'agit du premier et du seul accident aérien mortel impliquant la compagnie Armavia, mise en faillite en 2013.

## Avion

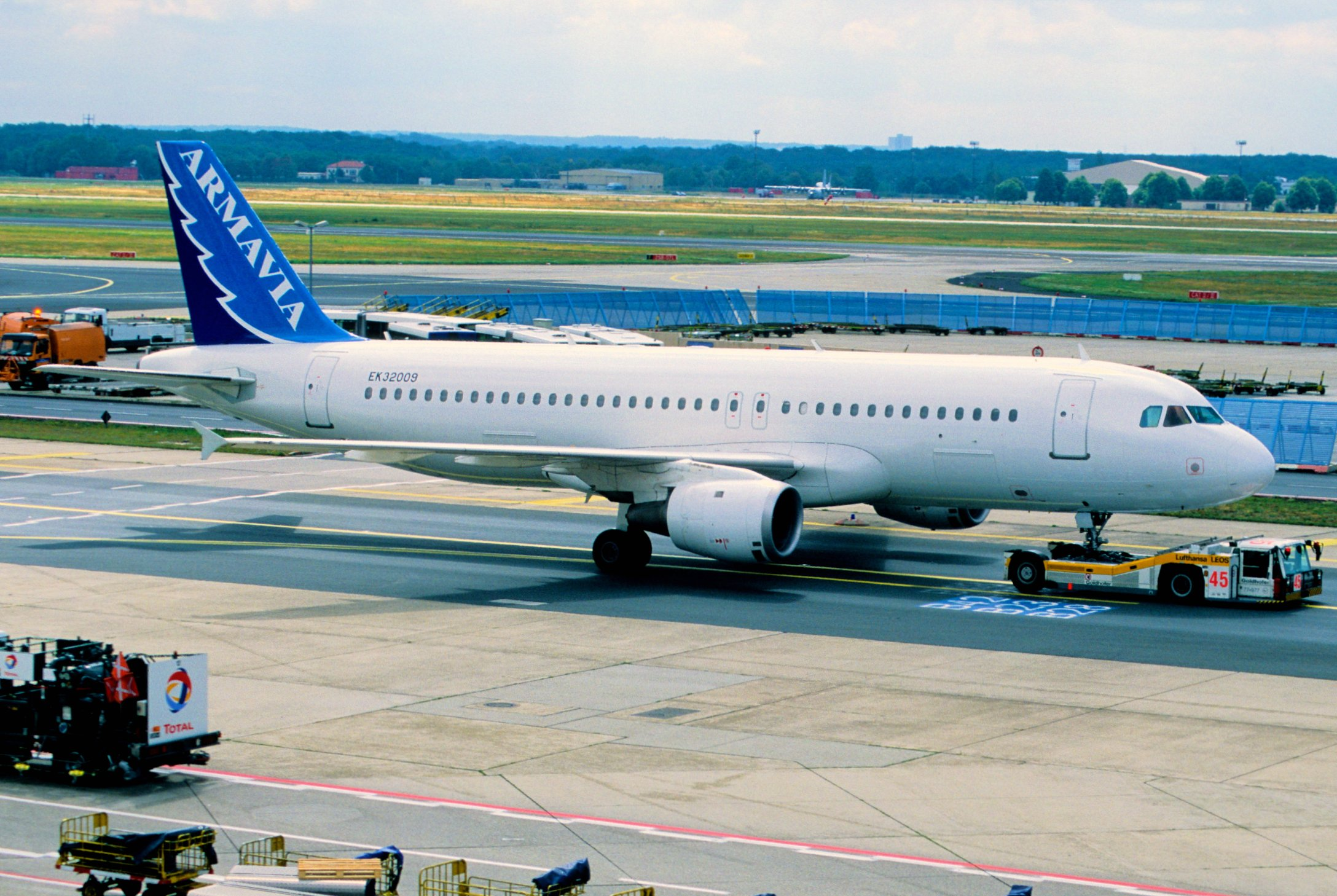
L'appareil impliqué dans l'accident, dans la précédente livrée d'Armavia, ici à l'aéroport de Francfort-sur-le-Main en juillet 2004.

L'aéronef assurant ce vol était un biréacteur moyen-courrier, de type Airbus A320-211, avec comme numéro de série 547. Il fit son premier vol le 28 juin 1995, fut livré à son premier client, Ansett Australia et immatriculé en Australie VH-HYO, qui le garda jusqu'à sa faillite en 2001. Armavia récupéra l'appareil le 6 février 2004 et l'utilisa jusqu'au jour de l'accident. 
Immatriculé EK-32009, cet appareil était l'un des trois Airbus A320 de la compagnie. Il était nommé "Մեսրոպ Մաշտոց" (Mesrob Machtots), le nom du créateur de l'alphabet arménien. Il totalisait plus de 10 000 heures de vol au moment de l'accident.

## Équipage
Le commandant de bord était Grigor Grigoryan (40 ans). Né en 1966, il avait complété sa formation à l'école civile de pilotage de Krasnokoutsk. Il a obtenu son diplôme en 1986 et est également diplômé de l'Institut d'aviation de Moscou. Il a commencé sa carrière chez Balaklavsky United en tant que copilote en 1986. Il a rejoint Ararat International Airlines (en) en 1997, en tant que commandant de bord de Yak-40. Il est entré chez Armavia comme copilote d'Airbus A320 en 2004, puis promu commandant de bord en 2005. Il a réussi l'épreuve de commandant de bord d'Airbus A320 à la SAS Flight Academy (en) de Stockholm, en Suède, avec des résultats satisfaisants. Le commandant Grigoryan totalisait 5 458 heures de vol, dont 1 436 heures en Airbus A320. 
Le copilote était Arman Davtyan (29 ans). Il est né en 1977, a terminé sa formation à l'École de pilotage d'Oulianovsk (en) et a obtenu son diplôme en 1999. Il a ensuite rejoint Chernomor-Avia (en) en décembre 2001, en tant que copilote de Tupolev Tu-154. Arrivé chez Armavia en 2002, il est passé chez Armenian Airlines en 2004, avant de revenir chez Armavia la même année. Le copilote Davtyan a également suivi une formation à l'Airbus A320 à la SAS Flight Academy, avec des résultats satisfaisants. Il totalise 2 185 heures de vol, dont 1 022 avec l'A320.

## Déroulement du vol
Le vol 967 a décollé de l'aéroport international Zvartnots (EVN) à l'heure de départ prévue, soit 1 h 45, heure locale (20 h 45 UTC, le 2 mai), pour l'arrivée prévue à l'aéroport international de Sotchi (AER) à 2 h 00, heure de Moscou (22 h 00 UTC, le 2 mai). Les conditions météorologiques étaient particulièrement mauvaises et les valeurs minimales de plafond ne permettaient pas l'atterrissage.
Avant de décoller, l'équipage a obtenu les données météorologiques observées et les prévisions météorologiques pour le décollage, pour l'atterrissage et celles les différents aéroports de dégagement, toutes conformes aux exigences des vols IFR. Les deux membres de l'équipage possédaient les licences de vol appropriées et étaient suffisamment reposés pour effectuer ce vol, en pleine nuit.
L'A320 a décollé d'Erevan à 22 h 47[Quoi ?] avec 113 passagers à bord : 105 passagers (dont cinq enfants et un nourrisson), les deux pilotes, un mécanicien navigant et cinq hôtesses de l'air. Le décollage, la montée et le vol en croisière se sont déroulés sans incident.
La première communication entre le contrôleur d'approche de Sotchi et l'équipage a eu lieu à 21 h 10[Quoi ?]. À ce moment-là, le vol 967 se trouvait hors de la zone couverte par le radar de l'aéroport de Sotchi. Jusqu'à 21 h 17, le contrôleur d'approche et l'équipage ont discuté des conditions météorologiques observées et prévues, ce qui a conduit l'équipage à retourner à Erevan. À 21 h 26, après sa décision, l'équipage a interrogé le contrôleur sur les dernières conditions météorologiques observées, en lui indiquant que des personnalités se trouvaient à bord, ce qui était faux. À 21 h 30, le contrôleur a informé l'équipage que la visibilité était de 3 600 m et que le plafond était à 560 pieds (170 m), valeur correspondant au minima requis. À 21 h 31, l'équipage a refait demi-tour et repris le vol vers Sotchi.
La communication suivante avec le contrôleur d'approche a eu lieu à 22 h 00. L'avion descendait alors d'une altitude de 11 800 pieds (3 600 m), suivi par le radar de l'aéroport de Sotchi. Le contrôleur d'approche a autorisé l'équipage à descendre à 5 900 pieds (1 800 m) et a signalé les conditions météorologiques observées à Sotchi à 22 h 00 pour la piste 06, qui étaient alors supérieures aux minima requis pour cette approche.
L'équipage a ensuite été transféré aux contrôleurs d'attente et de la tour. Il a été autorisé à descendre à 2 000 pieds (600 m), avant d'entamer le dernier virage pour l'approche finale. Pendant le virage, l'appareil a dépassé le prolongement de l'axe de la piste 06. Après avoir corrigé cet écart, l'équipage a fait descendre l'avion le long de la pente d'approche, en suivant le circuit à effectuer pour cette phase du vol. 
À 22 h 10, l'équipage a signalé que le train d'atterrissage était sorti et qu'il était prêt pour l'atterrissage. En réponse, il a été informé qu'il se trouvait à dix kilomètres de l'aéroport, que la visibilité était désormais de 13 000 pieds (4 000 m) et que le plafond était à 620 pieds (190 m). Il était donc autorisé à atterrir. 
Environ trente secondes plus tard, le contrôleur a informé l'équipage que le plafond observé était descendu à 330 pieds (100 m) et lui a demandé d'interrompre sa descente, d'abandonner la tentative d'atterrissage, d'effectuer un virage à droite, de remonter à 2 000 pieds (600 m) et de contacter le contrôleur d'attente, qui lui donnerait les instructions pour entrer dans le circuit d'attente de l'aéroport. Sans le formuler, ces instructions équivalaient à une remise de gaz. La dernière communication avec l'équipage a eu lieu à 22 h 12. Par la suite, l'équipage n'a répondu à aucun appel du contrôleur. À 22 h 13 (UTC), le vol 967 a percuté la mer, à un peu moins de 6 km des côtes russes. Il s'est désintégré à l'impact.

## Recherches
Le vol 967 a disparu des écrans radars à 2 h 13, heure locale, au large de Sotchi. 
Le chef des opérations aériennes, NG Savelyev, a alerté les services de recherche et de sauvetage présents sur place et a déployé un hélicoptère Mil Mi-8 pour entamer les recherches. À 2 h 19, le ministère russe des Situations d'urgence a été informé de la disparition du vol 967. Un hélicoptère de recherche était prêt à décoller pour retrouver l'avion disparu ; le contrôle aérien de Sotchi l'a interdit de vol en raison de la dégradation des conditions météorologiques. Les opérations de recherche et de sauvetage ont alors été suspendues. À 4 h 08, le bateau du ministre des situations d'urgence, Valery Zamarayez, a localisé la zone probable de l'accident. Les sauveteurs se sont alors rendus sur place. De 7 h 30 à 12 h 30, l'équipe de recherche et de sauvetage a récupéré les restes de neuf personnes sur le lieu de l'accident.
Les équipes de recherche et de sauvetage ont récupéré une faible partie des débris de l'avion, qui reposait à plus de 400 mètres de profondeur. Elles ont repêché le nez, le train d'atterrissage, la dérive, la gouverne de profondeur et plusieurs autres fragments de l'A320 ; des câbles et différents composants électroniques ont également été retrouvés. Au total, 52 fragments de corps ont également été retrouvés. 
Le Bureau d'enquêtes et d'analyses pour la sécurité de l'aviation civile (BEA) a constaté qu'au moment de l'impact du vol 967 avec la mer, le train d'atterrissage était sorti. La partie inférieure de la gouverne de direction a été gravement endommagée par la violence du choc. Plusieurs parties de la gouverne de profondeur ont également été endommagées. Certaines des pièces de l'avion trouvées dans la mer étaient gravement déformées, indiquant un impact à grande vitesse contre la mer.

## Victimes
La plupart des passagers du vol 967 étaient des citoyens arméniens. Selon certaines informations[Quoi ?], le vol transportait 85 citoyens arméniens, 26 citoyens russes, un citoyen géorgien et un citoyen ukrainien[réf. souhaitée].

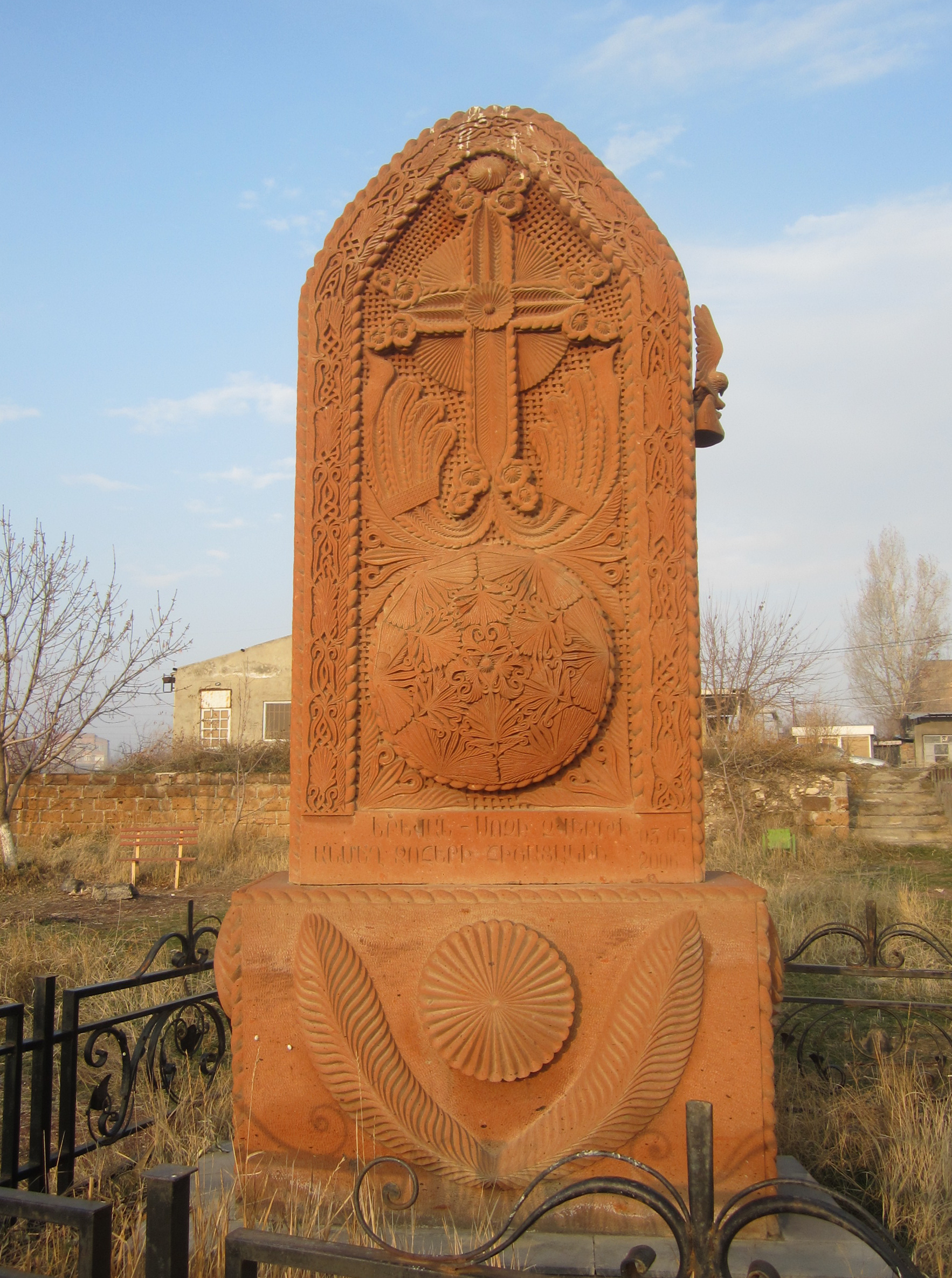
Mémorial en souvenir des victimes de l'accident du vol 967.

| Nationalité | Passagers | Équipage | Total |
| ----------- | --------- | -------- | ----- |
| Arménie     | 77        | 8        | 85    |
| Russie      | 26        | 0        | 26    |
| Géorgie     | 1         | 0        | 1     |
| Ukraine     | 1         | 0        | 1     |
| Total       | 105       | 8        | 113   |

## Enquête
Peu après l'accident du vol 967, les signaux de la radiobalise de détresse (radiobalise de localisation des sinistres) ont commencé à retentir. Le Bureau d'enquêtes et d'analyses pour la sécurité de l'aviation civile (BEA) a récupéré l'enregistreur phonique (CVR) et l'enregistreur de paramètres (FDR) immergés dans la Mer Noire et a constaté des dommages mineurs aux deux enregistreurs. Le BEA a examiné les données du CVR et du FDR.
L'enquête, qui a été menée par le Comité inter-étatique sur l'aviation (IAC), avec la participation du BEA français, a révélé que le crash du vol 967 était un accident de type impact sans perte de contrôle (CFIT), alors qu'il effectuait une manœuvre de montée après une approche interrompue de nuit à l'aéroport international de Sotchi, dans des conditions météorologiques inférieures aux minimums requis pour l'atterrissage sur la piste 06.
Alors qu'il effectuait une remise de gaz, avec le pilote automatique désactivé, après avoir interrompu sa première approche vers l'aéroport, le commandant de bord, se trouvant alors dans un état de désorientation spatiale, a effectué des actions répétées de commande à piquer, en raison de la perte de conscience[Quoi ?] du tangage et du roulis de l'avion. Les actions insuffisantes et contradictoires des deux pilotes sur les gouvernes de profondeur, pour contrer la descente à grande vitesse, ont empêché la récupération de l'avion et provoqué sa chute, à une vitesse de 285 nœuds (528 km/h), dans la mer.
Outre les actions inadéquates effectuées par le commandant de bord et par le copilote, les facteurs contributifs à cet accident ont également été le manque de surveillance de l'assiette, de l'altitude et de la vitesse verticale de l'appareil par le copilote et l'absence de réaction appropriée de l'équipage aux alarmes de l'avertisseur de proximité du sol (GPWS), qui annonçait pourtant la collision imminente avec la surface de l'eau.
Durant le vol, le commandant de bord a également exprimé à plusieurs reprises son mécontentement quant à l'heure tardive du vol et aux procédures du pilote automatique. Il a utilisé certaines commandes et certains réglages qui semblaient viser à reprendre le contrôle manuel de l'avion, plutôt que de laisser les systèmes automatisés gérer le vol. Ses choix d'exploitation de l'avion ainsi que son manque de communication lors des réglages ont pu exercer une pression inadéquate sur le copilote. Le BEA a surtout constaté qu'aucun des deux pilotes ne comprenait correctement le fonctionnement du pilote automatique de l'A320.
De nombreux écarts avec les procédures standard ont été observés après que le commandant de bord a reçu l'ordre d'interrompre son approche et d'effectuer un virage. Pendant la descente et l'approche, les enquêteurs ont notamment constatés que l'équipage a constamment eu des conversations n'ayant rien à voir avec le vol, ce qui représente une violation de la règle du cockpit stérile. Ces écarts, combinés au manque de coordination et aux actions inadéquates de l'équipage, ont empêché l'avion de fonctionner en sécurité durant la phase finale du vol. 